# Harald Österberg

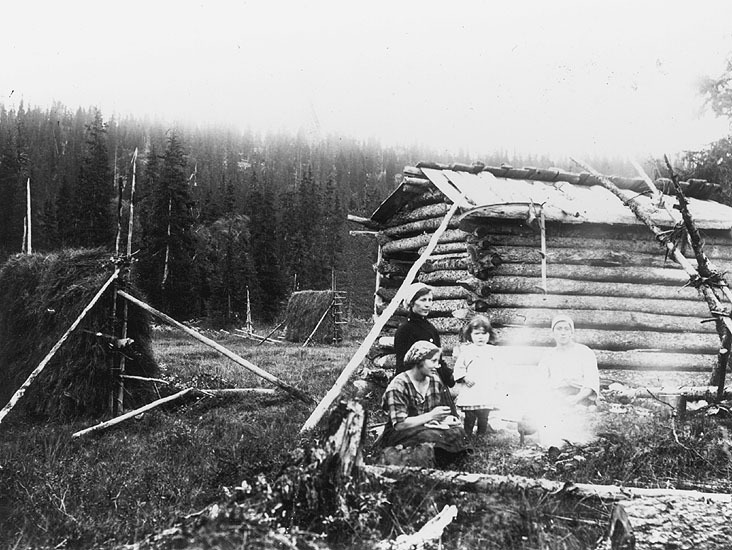
Myrslåtter i Gräsbäcken, 1920-talet

Erik Algot Harald Österberg, född 10 februari 1889 i Bockträsk  i Sorsele socken, död 29 november 1963, var en svensk skomakare, småbrukare, elinstallatör och -reparatör samt fotograf.
Harald Österberg var son till Erik och Eva Österberg och äldst av fem syskon. Han började fotografera 1914 med en egentillverkad kamera med en glasögonlins som kameralins. Han gjorde i ordning en ateljé i hemmet, där han framför allt tog bröllopsbilder och familjeporträtt. Han tog också med sin fotoutrustning med stativ och glasplåtar på besök i byarna i trakterna av Malå och Sorsele. Han skildrade också arbetslivet, bland annat kraftstationsbygget i Bockträsk år 1923.
Västerbottens museum har en stor samling med omkring 1.100 negativ av Harald Österberg, som en bild av liv och människor i Bockträsk med kringliggande bygder.
Harald Österberg var från 1914 gift med Elin Hedman (1889–1982), som var lika intresserad av fotografering som sin man och som skötte fotoverksamheten under första världskriget, när Österberg låg inkallad. Paret hade en adoptivdotter.